# Сэр (Оклахома)
Сэр (англ. Sayre) — город и административный центр округа Бекем в американском штате Оклахома. По данным переписи населения США 2020 года, численность населения составляла 4809 человек.

## Население
| 2010 | 2020  |
| ---- | ----- |
| 4375 | ↗4809 |